# 胡蒂亞帕
胡蒂亞帕是危地馬拉的城市，也是胡蒂亞帕省的首府，位於該國東南部，距離首都危地馬拉市124公里，始建於1852年，面積620平方公里，海拔高度895米，2002年人口109,910。
14°16′58″N 89°53′33″W / 14.28278°N 89.89250°W